# 神戸市立王塚台中学校
神戸市立王塚台中学校（こうべしりつ おうつかだいちゅうがっこう）は、兵庫県神戸市西区にある公立中学校。　　　　　　　　　　　　　

## 沿革
- 1978年（昭和53年）4月7日 - 生徒数増加に伴い、神戸市立玉津中学校より分離。
- 1982年（昭和57年）4月7日 - セカンドスクール実施
- 2007年（平成19年）4月1日 - 神戸市立玉津第一小学校 が移転の為 玉津町出合、持子が校区に

## 学校目標
- 校訓

徳・体・智
友達と仲よくし、自分の行動に責任を持とう  心身ともに健やかに、たくましく学ぼう. 意欲を持ち、自ら進んで学ぼう　
- 教育努力目標

共に認め、高め、学びあえる学校づくり
～他人(ひと)も自分も大切にできる生徒の育成～
- スローガン

限りなき前進！あきらめる前に努力せよ

## 生徒会・委員の構成
生徒会は
生徒会長・副会長2名(1年一人2年一人)・書記1名をもとに構成される

下に風紀部長(副部長)・整備部長(副部長)・保険部長(副部長)・体育部長(副部長)・図書部長(副部長)で構成される

各部下には委員で構成され各学年学級から男子・女子各1名ずつで構成される。

さらに各クラスには男子・女子1名ずつ計2名で制服委員長(学級委員)で構成されている。

## 部活動

### 運動部
- 野球部
- サッカー部
- バスケットボール部
- 剣道部
- 女子ソフトテニス部
- 女子卓球部
- バレーボール部

### 文化部
- 吹奏楽部
- 美術部
- 家庭科部
- マルチメディア部

## 著名な卒業生
- 才木浩人 （阪神タイガース）（プロ野球選手）
- 安藤誠弥 （日本製鉄堺ブレイザーズ（コーチ）
- 中野由美 （水球女子日本代表）（水泳選手）
- 河本裕之 （元サッカー選手）

## 校区
- 神戸市立枝吉小学校
- 神戸市立出合小学校

## 交通アクセス
- 神姫バス「王塚台5丁目」から300m
- JR「西明石」から東へ２km

## 校区が隣接している学校
- 神戸市立玉津中学校
- 神戸市立平野中学校
- 明石市立野々池中学校
- 明石市立衣川中学校